# 圜悟克勤
圜悟克勤（えんご こくごん）は、中国の宋代の禅僧。諡は真覚大師。俗姓は駱。字は無著。彭州崇寧県（四川省成都市郫都区）の出身。南宋の高宗から圜悟、北宋の徽宗から張商英仏果の号を賜ったので、圜悟克勤・仏果克勤といい、圜悟禅師、仏果禅師、真覚禅師と敬称される。

## 生涯
幼くして出家し、諸処の高僧のもとで修行し、最後に五祖法演の弟子となった。のち金山に行き病を得て、再び五祖法演のもとに戻り、法を嗣いだ。のち、翰林の郭知章の請によって六祖寺、及び昭覚寺で説法した。政和年間に南遊し、尚書右僕射張商英に会い華厳の玄旨を談じた。張商英の帰依を受け夾山寺に居した。当時、容仏派の成都府知府郭知章・枢密鄧子常などは、彼の援護者として名高い。
のち、潭州道林寺、建康府蔣山太平興国寺、東京天寧寺、潤州金山竜游寺、南康軍建昌雲居山真如院の諸刹に歴住し、昭覚寺・夾山寺・道林寺に住する間に、雪竇重顕の『雪竇頌古』を提唱し、垂示・著語・評唱したものが公案集で名高い『碧巌録』であり、また、『雪竇拈古』を提唱したものが『撃節録』である。
紹興5年8月5日（1135年9月14日）示寂。享年73。
門下には、大慧宗杲や虎丘紹隆をはじめ百余人がある。没後、虎丘紹隆と若平によって『圜悟仏果禅師語録』二十巻が編され、子文によって『圜悟禅師心要』二巻が編録された。
大慧宗杲に批判的な道元の『正法眼蔵』に「生也全機現、死也全機現」（全機・心身学道）、「生死去来、真実人体」（諸法実相）、「盤走珠、珠走盤。偏中正、正中偏。羚羊掛角無蹤跡。猟狗遶林空踧蹐」（春秋）等圜悟克勤の言葉が多く引用されている。

## 著作
- 『碧巌録』十巻
- 『撃節録』二巻
- 『圜悟仏果禅師語録』二十巻
- 『圜悟禅師心要』二巻

## 伝記
- 『圜悟禅師傳』
- 『五灯会元』巻十九
- 『続伝灯録』巻二五
- 『嘉泰普灯録』巻十一